# 青谷優衣
青谷 優衣（あおや ゆうい、1991年11月16日 - ）は、日本の女性ファッションモデル、女優、元グラビアアイドル。フリーで活動している。夫は元・プロ野球選手の鍵谷陽平。

## 経歴・人物
埼玉県出身、身長167cm、血液型はB型。
子役出身で2003年からファッション雑誌「melon」（祥伝社）の専属モデルとして活動後、同誌の休刊により2006年からは「ラブベリー」（徳間書店）の専属モデルを務め、2008年に卒業。ファッションカタログセシールのcupopの専属モデルも務めており、様々なタイプの服を着こなしている。
2007年ヤングジャンプ制コレGPに出場、準グランプリを獲得。芸能人女子フットサルチーム「FANTASISTA」に所属していたが、チームは2009年3月31日をもって一時休部。
2009年3月31日をもって、所属していたY・M・Oと契約解除。同年11月よりジェイアイプロモーションに移籍。2015年4月に退社。2017年8月からキューブ所属。2022年12月31日をもって退所
2020年1月にプロ野球選手の鍵谷陽平と結婚。同年12月15日には第一子となる女児を出産している。

## 作品

### 映像作品
- スフィアリーグ公式 フットサル基礎トレーニングDVD（2006年5月24日、hachama）

## 出演

### テレビドラマ
- はみだし刑事情熱系 最終章 第6話（2004年5月19日、テレビ朝日） - 根岸玲子（少女期） 役
- ゲゲゲの女房 第23 - 最終週（2010年8月30日 - 9月25日、NHK総合） - 村井藍子 役
- CONTROL〜犯罪心理捜査〜 第6 - 7話（2011年2月15日 - 22日、フジテレビ） - 須藤由里子 役
- 胡桃の部屋（2011年7月26日 - 8月30日、NHK総合） - 福原あゆみ 役
- 名探偵コナン 工藤新一への挑戦状 第11話（2011年9月15日、読売テレビ） - 辰巳桜子 役
- 早海さんと呼ばれる日 第2 - 6話（2012年1月22日 - 2月19日、フジテレビ） - 大倉みなみ 役
- レジデント〜5人の研修医（2012年10月18日 - 12月20日、TBS） - 馬場恵 役
- いねむり先生（2013年9月15日、テレビ朝日） - 容子 役
- 花の鎖（2013年9月17日、フジテレビ） - 梅原直子 役
- 屍活師〜女王の法医学〜（2013年9月27日、フジテレビ） - 高峰霞 役
- 更生人 土門恭介の再犯ファイル〜罪を犯した女たち〜（2014年2月21日、フジテレビ） - 土門明日香 役
- 青春探偵ハルヤ〜大人の悪を許さない!〜 第6話（2015年11月19日、読売テレビ） - 坂口三奈 役
- FINAL CUT（2018年1月9日 - 3月13日、関西テレビ） - 波木さえ 役
- やんごとなき一族 第9話（2022年6月16日、フジテレビ） - 同級生 役

### 映画
- Strange Circus 奇妙なサーカス（2005年12月24日、セディックインターナショナル）
- 東京大学物語（2006年2月25日、SUPLEX / エム・エフボックス） - 水野遥（中学時代） 役
- TARGET HAL マイクロアドベンチャー（2008年） - エレナ 役[注釈 1]

### 舞台
- ピヴォ☆ガール（2005年12月30日 - 2006年1月9日、サンシャイン劇場）[4]
- 櫻の園（2007年6月24日 - 7月1日、青山円形劇場） - 杉山紀子 役
- す・け・だ・ち（2007年8月5日 - 14日、新宿コマ劇場） - ハルヤ姫 役[5]
- エブリ リトル シング（2008年7月11日 - 20日、紀伊國屋サザンシアター） - 京香 / 光子 役[注釈 2]

### webドラマ
- 少女には向かない職業（2006年5月26日 - 8月4日、GyaO） - サチ 役
- ヒミツの関係〜先生は同居人〜（2010年7月1日 - 全13話、BeeTV） - 伊川奈々 役

### バラエティ
- 恋するフットサル（2006年11月14日 - 2007年3月14日、フジテレビ）

### ラジオ
- ASIAN美少女ファイル（2004年 - 2006年、USEN）[注釈 3]

### CM
- 日本ケロッグ フロスティプラス / コーンフロスティ（2005年6月 - ）
- 日本コカ・コーラ ファンタ（2006年6月 - ）
- 平安閣 マリエール東海（2006年）[注釈 4]
- 東北電力（2006年）[注釈 5]
- 丸越 香味小夜子（2006年4月 - ）
- 夏の高校生フットサル大会（2007年）
- ジャパン・スポーツ・マーケティング  TOTAL Workout（2007年）
- 小林製薬 スピードブレスケア（2013年3月 - ）
- 日本メナード化粧品 薬用ビューネ（2018年 ）

### PV
- 童子-T 「better days feat.加藤ミリヤ,田中ロウマ」（2006年2月15日）
- RIP SLYME 「太陽とビキニ」（2008年7月30日）

### 雑誌
- melon（2003年 - 2004年、祥伝社） - 専属モデル[注釈 6]
- ラブベリー（2006年 - 2008年、徳間書店） - 専属モデル
- cupop（セシール） - 専属モデル